# گورناگ (نسکند)
گورناگ روستایی در دهستان نسکند بخش سرباز شهرستان سرباز استان سیستان و بلوچستان ایران است.

## جمعیت
بر پایه سرشماری عمومی نفوس و مسکن در سال ۱۳۹۵ جمعیت این روستا ۲۹۵ نفر (۵۴خانوار) بوده‌است.